# The Elder Scrolls Online
The Elder Scrolls Online je MMORPG vyvinutá ZeniMax Online Studios s datem vydání 4. 4. 2014. Stejně jako u jiných her série The Elder Scrolls se hra odehrává na kontinentu Tamriel, 1000 let před událostmi z The Elder Scrolls V: Skyrim a asi 800 let před The Elder Scrolls III: Morrowind a The Elder Scrolls IV: Oblivion. Většina kontinentu Tamriel je hratelná, zbytek bude zpřístupněn v DLC a různých rozšířeních.
V březnu roku 2015 byly odstraněny měsíční poplatky, ale hra se stále musí zakoupit pro hraní. Měsíční poplatky jsou momentálně dobrovolné a hráčům zpřístupňují veškerá DLC a další bonusy, jako dvojnásobná kapacita banky a domů, neomezené úložiště materiálů, a o 10% vyšší zisk zkušenosti, zlata, inspirace (zlepšování výrobních dovedností) a rychlejší výzkum, apod.

## Frakce
Hráči mají možnost připojit se k některé ze tří frakcí bojujících o trůn císaře Tamrielu:
- Aldmeri Dominion – Altmeři (Vznešení elfové), Bosmeři (Lesní elfové) a Khajiité

Aldmeri Dominion chtějí vyrvat Císařský trůn z rukou mladších ras.
- Daggerfall Covenant – Bretoni, Orsimeři (Orkové) a Redguardi

Daggerfall Covenant chce znovu korunovat silného Císaře, který sjednotí Tamriel pod vládou práva.
- Ebonheart Pact – Nordové, Argoniáni a Dunmeři (Temní elfové)

Ebonheart Pactu jde především o zachování nezávislosti jejich provincií.